# حوكمة شبكات
حوكمة شبكة هو"تنسيق بيني يتميز بنظام اجتماعي عضوي أو غير رسمي، على عكس الهياكل البيروقراطية داخل الشركات والعلاقات الرسمية بينها. يتم تعريف مفاهيم الخصخصة والشراكة بين القطاعين العام والخاص والتعاقد في هذا السياق. "تشكل حوكمة الشبكة«شكلاً متميزًا من تنسيق النشاط الاقتصادي» (باول، 1990: 301) الذي يتناقض مع الأسواق والتسلسلات الهرمية ويتنافس معها.

## تعريف
تتضمن حوكمة الشبكة مجموعة مختارة ودائمة ومنظمة من الشركات المستقلة (وكذلك الوكالات غير الربحية) التي تعمل في إنشاء منتجات أو خدمات تستند إلى عقود ضمنية ومفتوحة تتكيف مع الطوارئ البيئية وتنسيق
التغييرات السابقة وحمايتها. هذه العقود ملزمة اجتماعيا وليست قانونيا. على هذا النحو، تميز شبكات الحوكمة نفسها عن السيطرة الهرمية للدولة والتنظيم التنافسي للسوق بثلاث طرق على الأقل:
1. فيما يتعلق بالعلاقة بين الجهات الفاعلة، يمكن وصف شبكات الحوكمة بأنها نظام متعدد المراكز بدلاً من النظام أحادي المركز[4](ص 151). تضم شبكات الحوكمة عددًا كبيرًا من الفاعلين المترابطين الذين يتفاعلون مع بعضهم البعض من أجل تحقيق نتيجة.[3]
2. من حيث صنع القرار، تستند شبكات الحوكمة على عقلانية التفاوض بدلاً من العقلانية الجوهرية التي تحكم حكم الدولة والعقلانية الإجرائية التي تحكم المنافسة في السوق (ص 46).[5]
3. يتم ضمان الامتثال من خلال الثقة والالتزام السياسي الذي يصبح مع مرور الوقت مستدامًا من خلال القواعد والمعايير الذاتية.[6]

كمفهوم، تشرح إدارة الشبكة زيادة الكفاءة وتقليل مشاكل الوكالة للمنظمات الموجودة في بيئات شديدة الاضطراب. من ناحية أخرى، يتم تعزيز الكفاءة من خلال اكتساب المعرفة الموزعة وحل المشكلات اللامركزي؛ ومن ناحية أخرى، يتم تحسين الفعالية من خلال ظهور حلول جماعية للمشكلات العالمية في مختلف قطاعات النشاط ذاتية التنظيم. بسبب الوتيرة السريعة للمجتمع الحديث والضغوط التنافسية من العولمة، اكتسبت إدارة الشبكة عبر الوطنية مكانة بارزة.
تعتمد حوكمة الشبكة أولاً على فهم مخاطر الأعمال التجارية العالمية قصيرة وطويلة المدى. يعتمد على تعريف الأهداف الرئيسية لتكنولوجيا المعلومات وتأثيرها على الشبكة. يتضمن التفاوض بشأن معايير الرضا لخطوط العمل ويدمج العمليات لقياس وتحسين الكفاءة العالمية ورضا المستخدم النهائي. علاوة على ذلك، فإنه يسمح بتكوين وتوجيه الفرق الداخلية والشركاء الخارجيين بالإضافة إلى إنشاء نظام رقابة يمكّن من التحقق من أداء الكل. أخيرًا، يضمن الاتصال الدائم على جميع مستويات الإدارة المختلفة.
في القطاع العام، لم يتم قبول حوكمة الشبكة على أنها تطور إيجابي من قبل جميع علماء الإدارة العامة. يشك البعض في قدرتها على الأداء الملائم كهيكل حكم ديمقراطي بينما يرى البعض الآخر أنها ظاهرة تعزز تقديم السلع والخدمات العامة بكفاءة وفعالية. عند فحص الشبكات المدارة في مجال الرعاية الصحية، يشير فيرلي وزملاؤه إلى أن الشبكات قد تكون الشكل «الأقل سوءًا» للحوكمة التي تعالج المشكلات الخبيثة، مثل توفير الرعاية الصحية للعدد المتزايد من كبار السن. كما أنه يتضمن مجموعة منتقاة ومستمرة ومنظّمة من الاستقلالية.

## أنواع
يصنف بروفان وكينيس أشكال حوكمة الشبكة في بعدين مختلفين:
- قد يتم أو لا يتم التوسط في حوكمة الشبكة. وهي تشير إلى شبكة تتفاعل مؤسساتها مع كل منظمة أخرى للتحكم اللامركزي للشبكة «الحوكمة المشتركة». على الطرف الآخر، قد يتم التوسط في شبكة ما بشكل كبير عبر وسطاء الشبكة المركزية مع عدد قليل ومحدود فقط من التفاعلات المباشرة من منظمة إلى منظمة.
- قد تكون الشبكة محكومة من قبل المشاركين أو محكومة من الخارج.

### شبكات يحكمها المشاركون
انظر أيضًا: المشاركة (صنع القرار)، والحكم الذاتي، و صنع القرار الجماعي
في حوكمة المشاركين، تخضع الشبكة لأعضائها أنفسهم.
يطلقون على هذه الشبكات التي تضم معظم أو كل أعضاء الشبكة الذين يتفاعلون على أساس متساوٍ نسبيًا في عملية الحوكمة «إدارة مشارك مشترك».

### تؤدي المنظمات التي تديرها الشبكات
قد تكون الشبكات الأكثر مركزية محكومة من قبل ومن خلال منظمة رائدة عضو في الشبكة.

## أمثلة تاريخية وحديثة لحوكمة الشبكات
- في القرنين العاشر والثالث عشر، بدأ التجار في القاهرة في تكوين شبكة من التجار يقدمون تقارير لبعضهم البعض عن النوايا والمعلومات الخاصة بالوكلاء الذين يعملون لصالحهم، ويفرضون بشكل جماعي عقوبات على الوكلاء ذوي الأداء الضعيف. يؤدي هذا إلى إنشاء مركز للتجارة في القاهرة وعدن- وهذا يجعل المعلومات المتعلقة بظروف السوق وسمعة الوكلاء المتعددين أسهل للوصول إليها من أجل الصالح العام.[11]
- بحلول القرن الثاني عشر، تزود البندقية تجارها بتدفق محسّن للمعلومات المتعلقة بظروف السوق التي يواجهونها، فضلاً عن معلومات عن ممارسات الوكلاء الفرديين. يساعد تسجيل المعلومات هذا التجار على اتخاذ قرارات عمل أكثر استنارة.[11]
- يشكل تشكيل شركات الهند الشرقية الإنجليزية والهولندية تعاونًا بين التجار والشركات لتحسين تنظيم وإعلام الآخرين بسمعة الجهات التجارية في لندن وأمستردام وموانئ شرق إفريقيا والجزيرة العربية. هذه حركة جماعية من قبل الحكومات والشركات لزيادة رأس المال لكل من الدولة والشركات.[11]

تُظهر هذه الأمثلة كيف عملت حوكمة الشبكات في عصور زيادة التجارة والتعاون بين التجار والدول التي تتراوح من القرن العاشر إلى القرن السابع عشر. رون هاريس، في مجلته "السمعة عند ولادة حوكمة الشركات". لم تتغير الأسئلة المتعلقة بمن يتمتع بسمعة طيبة ومن لديه سمعة سيئة، ومن يمكن للمرء أن يثق به ويعهد إليه بالمال، ولكن العلاقات التي تقدموا إليها كما تغيرت المؤسسات التي قدمت أجوبة على هذه الأسئلة ".
- امبر اليرت- في عام 1996، تم إنشاء نظام «منبه امبر» بعد أن تم اختطاف وقتل امبر هاجرمان البالغ من العمر تسع سنوات في أرلينغتون، تكساس. انضمت الشبكات الإعلامية، بالتعاون مع سلطات إنفاذ القانون، إلى حركة شعبية لنشر القضية في إنشاء شبكة للمساعدة في بث التنبيهات في محاولة لمنع الجرائم المستقبلية. نمت هذه الحركة لتشمل جميع الولايات الخمسين، وتنشر التنبيهات عبر خطوط الولاية. منذ ذلك الحين، تم قبول نظام Amber Alert على نطاق واسع باعتباره برنامج الاستجابة الأولى للأشخاص المفقودين على الصعيد الوطني.[12]
- مراكز اندماج الأمن الداخلي - بعد هجمات 11 سبتمبر/ أيلول، سعت الولايات المتحدة إلى تحسين التنسيق بين المنظمات الوطنية والمحلية المعنية بالأمن. تم تنفيذ وزارة الأمن الداخلي ومدير المخابرات الوطنية على المستوى الفيدرالي استجابة لهذه المشكلة. بعد فترة وجيزة، بدأت الدول في إنشاء شبكاتها الخاصة لتبادل المعلومات ذات الصلة بالأمن الداخلي. نتيجة لذلك، ظهرت مراكز الاندماج في كل ولاية تقريبًا، بالإضافة إلى العديد من المناطق. توفر مراكز الاندماج هذه مركزًا لوكالات إنفاذ القانون للتعاون في إجراءات الأمن القومي في محاولة لتعزيز الشفافية عبر الوكالات، سواء كان ذلك على مستوى الولاية أو المستوى المحلي أو الفيدرالي.[12]

هذان مثالان فقط يساعدان في شرح إدارة الشبكة بشكل أفضل. يعتبر تبادل المعرفة والمعلومات في صميم حركة امبر اليرت وظهور مراكز دمج الأمن الداخلي.

## أهمية العلاقات الحكومية
العلاقات بين المناصب الحاكمة والمؤسسات الحاكمة حيوية للغاية لنجاح الأعمال الداخلية للحكومات التي تساعد الجمهور. بينما تختلف الحكومات الفيدرالية وحكومات الولايات والحكومات المحلية في سياساتها، فإنها تعمل جميعًا في تناسق حتى تعمل المؤسسات بكفاءة. «الضوابط والتوازنات» هي مرادف رئيسي عند الإشارة إلى العلاقات الحكومية الدولية. يجب أن تلتزم جميع الأطراف المشاركة في الحكومة بمبادئ توجيهية محددة من أجل زراعة ساحة لعب عادلة ومتساوية تكون مفيدة وعادلة للسكان الذين تؤثر عليهم. إن أحد المبادئ الأساسية في العلاقات الحكومية هو توازن القوى بين الأطراف. تتمتع الحكومة الفيدرالية بقدر كبير من السيطرة، فيما يتعلق بالأمن القومي والشؤون المالية الوطنية والشؤون الخارجية. ومع ذلك، من أجل تحقيق التوازن بين هذه السيطرة، فإن الحكومات على مستوى الولايات لها صوت مهم في السياسة داخل الدول. تتضمن الأمثلة المحددة لسياسات مستوى الولاية موضوعات مثل الطرق السريعة وخطوط الحدود ومتنزهات الولاية. وهذا يتيح للدول أن تظل تتمتع بالمرونة مع الالتزام بالسياسة الوطنية.
لسوء الحظ، فإن إقامة علاقات بين مختلف المستويات الحكومية والوكالات الحكومية هي عملية معقدة ومرهقة في كثير من الأحيان. ومع ذلك، فإن العديد من الوكالات تعقد صفقات أو تتوصل إلى شروط أو تقدم حل وسط داخل الحزب من أجل زيادة الاستفادة من كلا المؤسستين. على سبيل المثال، قد تمول الولاية مقاطعة من أجل تحسين طرق المقاطعة لأنها قد تكون انعكاسًا مباشرًا للولاية. يجب أن تعمل العلاقات الحكومية الداخلية بين الوكالات ومستوى الولاية والمستوى المحلي والحكومة الفيدرالية معًا من أجل الازدهار وإنشاء سياسات أو قوانين تعود بالفائدة على كل من الوكالات والجمهور.

## دور في الإدارة البيئية
في أعقاب الإخفاقات الواضحة في إدارة المشكلات البيئية المعقدة من قبل الدولة المركزية، تم اقتراح أنماط «جديدة» للحكم في السنوات الأخيرة. حوكمة الشبكة هي الوضع الأكثر ارتباطًا بمفهوم الحوكمة، حيث يعمل أصحاب المصلحة المستقلون معًا لتحقيق أهداف مشتركة.
يمكن أن يتسم ظهور حوكمة الشبكة بمحاولة مراعاة الأهمية المتزايدة للمنظمات غير الحكومية والقطاع الخاص والشبكات العلمية والمؤسسات الدولية في أداء وظائف الحكم المختلفة. إن تضمين التدخلات لتحسين المجتمع وتحويل النزاعات داخل «الشبكات العلائقية» يمكن أن يضمن تنسيقًا أفضل مع المبادرات والمؤسسات القائمة، وقبولًا محليًا أكبر وشراء، مما يجعل التدخل أكثر استدامة. ومن الأمثلة البارزة على هذه الشبكات التي كانت مفيدة في تشكيل ترتيبات عمل ناجحة اللجنة العالمية للسدود ومرفق البيئة العالمية والآلية المرنة لبروتوكول كيوتو. هناك جهد آخر مستمر هو الاتفاق العالمي للأمم المتحدة الذي يجمع بين العديد من أصحاب المصلحة في بناء ثلاثي بما في ذلك ممثلين من الحكومات والقطاع الخاص ومجتمع المنظمات غير الحكومية. (ص 6)
أحد الأسباب الرئيسية لانتشار نهج الشبكة في الحوكمة البيئية هو قدرتها على دمج وإتاحة مصادر مختلفة من المعرفة والكفاءات وتشجيع التعلم الفردي والجماعي. في الوقت الحالي، تواجه الإدارة البيئية تحديات مختلفة تتميز بتعقيدات وشكوك متأصلة في المشكلات البيئية والمستدامة. يمكن أن توفر حوكمة الشبكة وسيلة لمعالجة مشاكل الحوكمة هذه من خلال إضفاء الطابع المؤسسي على التعلم على الحقائق والتداول بشأن الأحكام القيمية. على سبيل المثال، في مجال السلامة الكيميائية العالمية، تشكلت الشبكات عبر الوطنية حول مبادرات المنظمات الدولية ونجحت في تطوير قواعد لمعالجة القضايا الكيميائية العالمية التي تم تنفيذ العديد منها بواسطة التشريعات الوطنية. والجدير بالذكر أن هذه الشبكات العابرة للحدود جعلت من الممكن تجنب اللامبالاة المؤسسية التي توجد عادة في البيئات السياسية مع العديد من الجهات الفاعلة ذات المصالح المتضاربة، لا سيما على المستوى العالمي.
من خلال تكامل الجهات الفاعلة من مختلف القطاعات، تكون شبكات الحوكمة قادرة على توفير بيئة تعليمية مبتكرة، مما يمهد الطريق لحوكمة فعالة وقابلة للتكيف. أحد أشكال الشبكات المهمة لمشاكل الحوكمة هو «المجتمعات المعرفية» حيث يشترك الفاعلون في نفس المعتقدات غير الرسمية الأساسية والقيم المعيارية.(ص 3) على الرغم من أن المشاركة في هذه المجتمعات المعرفية تتطلب اهتمامًا بالمشكلة المطروحة، فإن الجهات الفاعلة المعنية لا تشترك بالضرورة في نفس المصلحة. بشكل عام، المصالح مترابطة ولكن يمكن أيضًا أن تكون مختلفة أو متنازعة أحيانًا، مما يؤكد الحاجة إلى بناء توافق في الآراء وتطوير السلع المعرفية. (ص 26).
الحجة الرئيسية في الأدبيات لصالح حوكمة الشبكة على تنظيم القيادة والتحكم التقليدي أو، بدلاً من ذلك، اللجوء إلى تنظيم السوق، هي قدرتها على التعامل مع حالات عدم اليقين الجوهري واتخاذ القرار في ظل عقلانية محدودة. هذا هو الحال عادة في مجال الإدارة البيئية العالمية حيث يتعين على المرء أن يتعامل مع المشاكل المعقدة والمترابطة. في هذه الحالات، يمكن لمؤسسات الشبكة أن تخلق تآزرًا بين الكفاءات المختلفة ومصادر المعرفة مما يسمح بالتعامل مع المشكلات المعقدة والمتداخلة.

## تعزيز المسؤولية الاجتماعية للشركات
نظرًا لأن الكميات المتزايدة من البيانات العلمية تؤكد صحة المخاوف بشأن تدهور بيئتنا، فإن دور المنظمات غير الحكومية في إدارة الشبكة يتم استخدامه بطرق متزايدة باستمرار لوقف هذا التدهور أو على الأقل إبطائه. إحدى الطرق لتحقيق ذلك هي من خلال توجيه أنشطتهم للتركيز على تحسين المسؤولية الاجتماعية للشركات (CSR). كمفهوم، فقد وجدت المسؤولية الاجتماعية للشركات منذ أن تم إنشاء أول عمل تجاري في الحضارة. وصفه الفيلسوف الفرنسي روسو بأنه «العقد الاجتماعي» بين الأعمال والمجتمع. نظرًا لتطور النظريات حول المسؤولية الاجتماعية للشركات بما يتماشى مع أوقاتها، فهي اليوم مرتبطة بشكل متزايد بالممارسات والتنمية المستدامة، مما يعني أن الشركات لديها «مسؤولية أخلاقية» لإجراء عملياتها بطريقة مستدامة بيئيًا. لم يعد من المقبول أن تقوم الشركات فقط بتنمية «المحصلة النهائية» وزيادة الأرباح لمساهميها. تظل الشركات حرة في السعي لتحقيق الأرباح ولكنها ملزمة بشكل متزايد بتقليل تأثيرها السلبي على البيئة.
تعمل إدارة الشبكة، في شكل المنظمات غير الحكومية، على تسليط الضوء بشكل فعال على «الممارسات السيئة» من قبل الشركات، بالإضافة إلى تسليط الضوء على أولئك الذين يعملون بنشاط للحد من انبعاثات الكربون الخاصة بهم. شبكات الحوكمة الخاصة مثلCSRHUB ومشروع الكشف عن الكربون (CDP) هي كيانات تحمل الشركات المسؤولية عن مقدار مسؤوليتها الاجتماعية. تم تأسيسCDP لتسريع حلول تغير المناخ وإدارة المياه، يكشفCDP عن معلومات وبيانات حول إدارة المياه وانبعاثات غازات الاحتباس الحراري واستراتيجيات تغيرالمناخ في أكثرمن 3000 شركة حول العالم. إنه نظام الإبلاغ العالمي الوحيد عن تغير المناخ ويشجع الشركات على الانخراط في «أفضل الممارسات» فيما يتعلق بالتأثير البيئي من خلال إتاحة معلومات التأثير البيئي الخاصة بهم سابقًا أو غير المعروفة لأي شخص، بما في ذلك عامة الناس. يمكن استخدام هذه المعلومات (من قبل مجموعة متنوعة من الكيانات) لاتخاذ قرارات شراء واستثمار للمستهلكين، وصياغة سياسات حكومية وسياسات خاصة بالشركات، وتثقيف الأشخاص، وتطوير أساليب عمل أقل ضررًا للشركات، وصياغة خطط عمل من قبل مجموعات الدفاع عن البيئة، على سبيل المثال لا الحصر قليل. «تتمثل الخطوة الأولى نحو إدارة انبعاثات الكربون في قياسها لأنه في الأعمال التجارية تتم إدارة ما يتم قياسه. وقد لعب مشروع الكشف عن الكربون دورًا مهمًا في تشجيع الشركات على اتخاذ الخطوات الأولى في مسار القياس والإدارة هذا». يوضح هذا الاقتباس للورد أدير تورنر، رئيس هيئة الخدمات المالية في المملكة المتحدة، كيف تعمل حوكمة الشبكة على تعزيز المسؤولية الاجتماعية للشركات.
انضمت كليات إدارة الأعمال الأوروبية الرائدة إلى أكثر من ستين شركة متعددة الجنسيات لإطلاق أكاديمية الأعمال في المجتمع، وتتمثل مهمتها في دفع المسؤولية الاجتماعية للشركات إلى طليعة ممارسة الأعمال. أنشطتهم الرئيسية في السعي لتحقيق هذا الهدف هي:1) تطوير ممارسات التدريب وموارد التعلم «الأفضل في فئتها» للشركات وأكاديميات الشركات،2) بما في ذلك الدور المتغير للأعمال في المجتمع في تعليم إدارة الأعمال و3) إنشاء بحث عالمي البنك على دور الأعمال في المجتمع وتقديم أبحاث متعددة التخصصات حول المسؤولية الاجتماعية للشركات. هذا مثال على إدارة الشبكة باستخدام التعليم لتحسين المسؤولية الاجتماعية للشركات. يعد استخدام تنظيم الشبكات في مجتمع اليوم وسيلة صالحة للمضي قدمًا في الحفاظ على بيئتنا.